# فيرناندو جودوي
فيرناندو جودوي (بالإسبانية: Fernando Gabriel Godoy) (1 مايو 1990 ببوينس آيرس في الأرجنتين - ) هو لاعب كرة قدم أرجنتيني في مركز الوسط. لعب مع إنديبندينتي وغودوي كروز ونادي أتروميتوس ونادي بانيتوليكوس.

## روابط خارجية
- فيرناندو جودوي على موقع قاعدة بيانات كرة القدم.إي يو (الإنجليزية)
- فيرناندو جودوي على موقع Soccerway.com (الإنجليزية)